# 卡塔芝娜·杜蓮卡
卡塔芝娜·杜蓮卡（英語：Katarzyna Dolinska，1989年—），來自美國的模特兒。她是《全美超級模特兒新秀大賽》第十季的第五名。